# Glendale (Colorado)
Pour les articles homonymes, voir Glendale.
Glendale est une ville de l'État du Colorado (Comté d'Arapahoe), aux États-Unis. Glendale est une enclave située dans le sud-est de la banlieue de Denver.

## Géographie
Coordonnées géographiques : 39° 42′ 09″ N, 104° 56′ 02″ O.
Selon le bureau du recensement des États-Unis, la superficie de Glendale est de 0,55 milles carrés (1,42 km2).

### Villes voisines
| Denver  | Cherry Creek     | Hilltop                  |
| Belcaro | Glendale         | Washington Virginia Vale |
|         | Virginia Village |                          |

## Démographie
Lors du recensement de 2010, Glendale compte 4 184 habitants. Sa population est estimée à 5 197 habitants au 1er juillet 2016.
Le revenu par habitant était en moyenne de 27 198 dollars par an entre 2012 et 2016, inférieur à la moyenne du Colorado (33 230 dollars) et à la moyenne nationale (29 829 dollars). Sur cette même période, 22,2 % des habitants de Glendale vivaient sous le seuil de pauvreté (contre 11,0 % dans l'État et 12,7 % à l'échelle des États-Unis).
| 1960 | 1970 | 1980  | 1990  | 2000  | 2010  |
| ---- | ---- | ----- | ----- | ----- | ----- |
| 468  | 765  | 2 496 | 2 453 | 4 547 | 4 184 |

## Éducation et sports
L'Infinity Park est un complexe adjacent aux bâtiments municipaux de la ville de Glendale. Il dispose d'un stade de 4 000 places destiné au rugby et accueille les matchs de préparation des différentes équipes nationales, ainsi que des rencontres de la Pacific Rugby Premiership avec les Glendale Raptors et les Denver Barbarians. Cette particularité lui vaut d'être surnommé Rugbytown USA.